# Дзидзигури, Митрофан Симонович
Митрофан Симонович Дзидзигури (1902 год, Сенакский уезд, Кутаисская губерния, Российская империя — неизвестно, Абашский район, Грузинская ССР) — бригадир колхоза имени Сталина Абашского района, Грузинская ССР. Герой Социалистического Труда (1948).

## Биография
Родился в 1902 году в крестьянской семье в одном из сельских населённых пунктов Сенакского уезда. После получения начального образования трудился в частном сельском хозяйстве. Во время коллективизации вступил в колхоз имени Сталина Абашского района. Трудился рядовым колхозником, в послевоенные годы возглавлял полеводческую бригаду.
В 1948 году бригада под его руководством показала высокие результаты при выращивании кукурузы, получив в среднем с каждого гектара по 70,73 центнеров кукурузы на участке площадью 6 гектаров. Указом Президиума Верховного Совета СССР от 21 февраля 1948 года удостоен звания Героя Социалистического Труда за «получение высоких урожаев кукурузы и пшеницы в 1947 году» с вручением ордена Ленина и золотой медали «Серп и Молот» (№ 774).
Этим же Указом званием Героя Социалистического Труда были награждены председатель колхоза имени Сталина Абашского района Спиридон Филиппович Харебава, бригадиры Элпита Алексеевна Арвеладзе, звеньевые Иосиф Дианозович Гвалия и Галактион Акакиевич Кучухидзе.
Проживал в Абашском районе. С 1968 года — персональный пенсионер союзного значения. Дата его смерти не установлена.